# Leptonetela sanchahe
Espèce
Synonymes
- Qianleptoneta palmata Chen, Jia & Wang, 2010 nec Lin & Li, 2010
- Sinoneta palmata (Chen, Jia & Wang, 2010)

Leptonetela sanchahe est une espèce d'araignées aranéomorphes de la famille des Leptonetidae.

## Distribution
Cette espèce est endémique du Guizhou en Chine,. Elle se rencontre dans la grotte Sanchahe dans le xian de Libo.

## Étymologie
Son nom d'espèce lui a été donné en référence au lieu de sa découverte, la grotte Sanchahe.

## Publications originales
- Wang, Xu & Li, 2017 : Integrative taxonomy of Leptonetela spiders (Araneae, Leptonetidae), with descriptions of 46 new species. Zoological Research, vol. 38, no 6, p. 321-448.
- Chen, Jia & Wang, 2010 : A revision of the genus Qianleptoneta (Araneae: Leptonetidae). Journal of Natural History, vol. 44, no 47/48, p. 2873-2915.